# 辅酶M
辅酶M（英語：Coenzyme M，2-巯基乙烷磺酸）是在古菌产甲烷菌代谢过程中，和细菌代谢其他底物过程中的甲基转移反应中所需的一种辅酶。它还是烯氧化细菌代谢途径中的一种必要辅因子。这种辅酶的结构是CD Taylor和RS Wolfe在1974年研究甲烷生成过程时发现的。
此辅酶是具有结构式HSCH2CH2SO3-的阴离子，被称为2-巯基乙烷磺酸盐，缩写为HS-CoM。此阴离子对应的阳离子并不重要，但是它的钠盐是最常见的。巯基乙烷磺酸盐同时具有硫醇基（是反应的主要位点）以及一个磺酸基（赋予了在水性介质中的溶解性）。

## 生物合成
细菌和古菌使用不同的合成途径，尽管都以磷酸烯醇式丙酮酸为起点。